# 休斯山麓冰川
休斯山麓冰川（英語：Hughes Ice Piedmont），是南極洲的冰川，位於帕爾默地，處於科迪尼冰川和史密斯灣之間，以美國研究隊的冰川學家命名，現時由南極條約體系管理。